# شهرستان ری

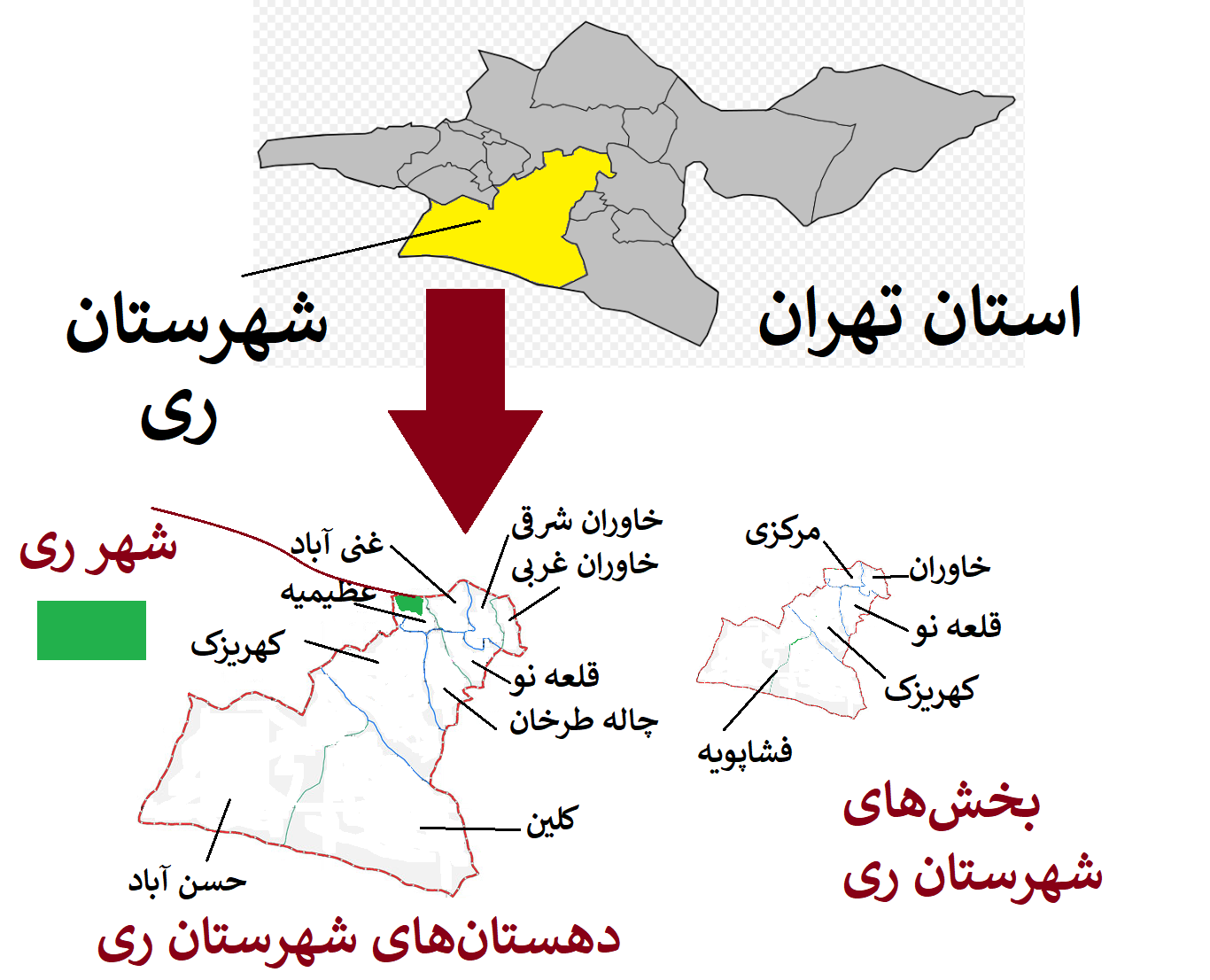
بخش‌ها و دهستان‌های شهرستان ری

شهرستان ری یکی از شهرستان‌های استان تهران در ایران است. مرکز این شهرستان شهر ری است که واقع در منطقه ۲۰ از شهرداری تهران است. در سرشماری سال ۲۰۰۶، جمعیت این شهرستان ۳۴۹۷۰۰ نفر در ۹۶۹۹۶ خانوار بود. وسعت این شهرستان ۲۳۲۴ کیلومترمربع است. این شهرستان به پنج بخش بخش مرکزی، بخش فشاپویه، بخش قلعه نو، بخش خاوران و بخش کهریزک تقسیم می‌شود. این شهرستان دارای شش شهر شهر ری، حسن‌آباد، کهریزک، باقرشهر، قلعه‌نو و قیام‌دشت است. فرودگاه بین‌المللی امام خمینی در این شهرستان قرار دارد.
این شهرستان از شرق با شهرستان‌های قرچک، پاکدشت و ورامین و از شمال به شهرستان تهران و از غرب به شهرستان‌های اسلامشهر، بهارستان و رباط کریم و از جنوب با استان قم همسایه است.
در سال ۱۳۳۶ بخش ری به شهرستان ری تبدیل شد.

## تقسیمات کشوری
- بخش مرکزی
  - دهستان غنی‌آباد
  - دهستان عظیمیه
  - شهر ری
  - شهر خاورانشهر
  - شهر اسلام‌آباد
  - شهر غنی آباد
  - شهر عظیمیه
- بخش فشاپویه
  - دهستان حسن‌آباد
  - دهستان کلین
  - شهر حسن‌آباد
- بخش کهریزک
  - دهستان کهریزک
  - شهر کهریزک
  - شهر باقرشهر
- بخش خاوران
  - دهستان خاوران شرقی
  - دهستان خاوران غربی
  - شهر قیام‌دشت
- بخش قلعه‌نو
  - دهستان قلعه نو
  - دهستان چاله طرخان
  - شهر قلعه‌نو